# Jardin des Grands-Explorateurs Marco-Polo et Cavelier-de-la-Salle
Pour les articles homonymes, voir Marco Polo (homonymie).
Le jardin des Grands-Explorateurs Marco-Polo et Cavelier-de-la-Salle est un espace vert du 6e arrondissement de Paris, en France.
Situé sur l'avenue de l'Observatoire, il ne doit pas être confondu avec le jardin de l'Observatoire de Paris, situé le long du boulevard Arago.

## Situation et accès
Situé entre la place Ernest-Denis et l'avenue de l'Observatoire, il est dans la continuité du jardin du Luxembourg, dont il est séparé par la place André-Honnorat et l'esplanade Gaston-Monnerville. Cette proximité lui vaut le surnom de « petit Luco » par les habitués.
Le site est accessible par l'avenue de l'Observatoire. Il est ouvert à des horaires réglementés.
Il est desservi par la ligne 4 à la station Vavin et par la ligne B du RER à la gare de Port-Royal.

## Origine du nom
Le jardin honore les explorateurs Marco Polo (1254-1324) et René-Robert Cavelier de La Salle (1643-1687).

## Historique
Le jardin est créé en 1867.
Il accueille la fontaine des Quatre-Parties-du-Monde (1875), œuvre de Gabriel Davioud, Jean-Baptiste Carpeaux et Emmanuel Frémiet.
Ses pelouses sont ornées de quatre statues : L'Aurore de François Jouffroy, marbre (1867), Le Jour de Jean-Joseph Perraud, pierre (c. 1870-1875), Le Crépuscule de Gustave Crauk et La Nuit de Charles Gumery.
Une de ses allées porte le nom de la résistante Denise Vernay, l'allée Denise-Vernay, et une autre celui de la femme politique Nicole Fontaine, l'allée Nicole-Fontaine.
En 1959, le jardin est l'un des lieux de l'affaire dite « de l'Observatoire ».
Il accueille plusieurs équipements : des bancs, une aire de jeux, des bacs à sable, des agrès, des tables de ping-pong, des points d'eau potable et un espace canin.

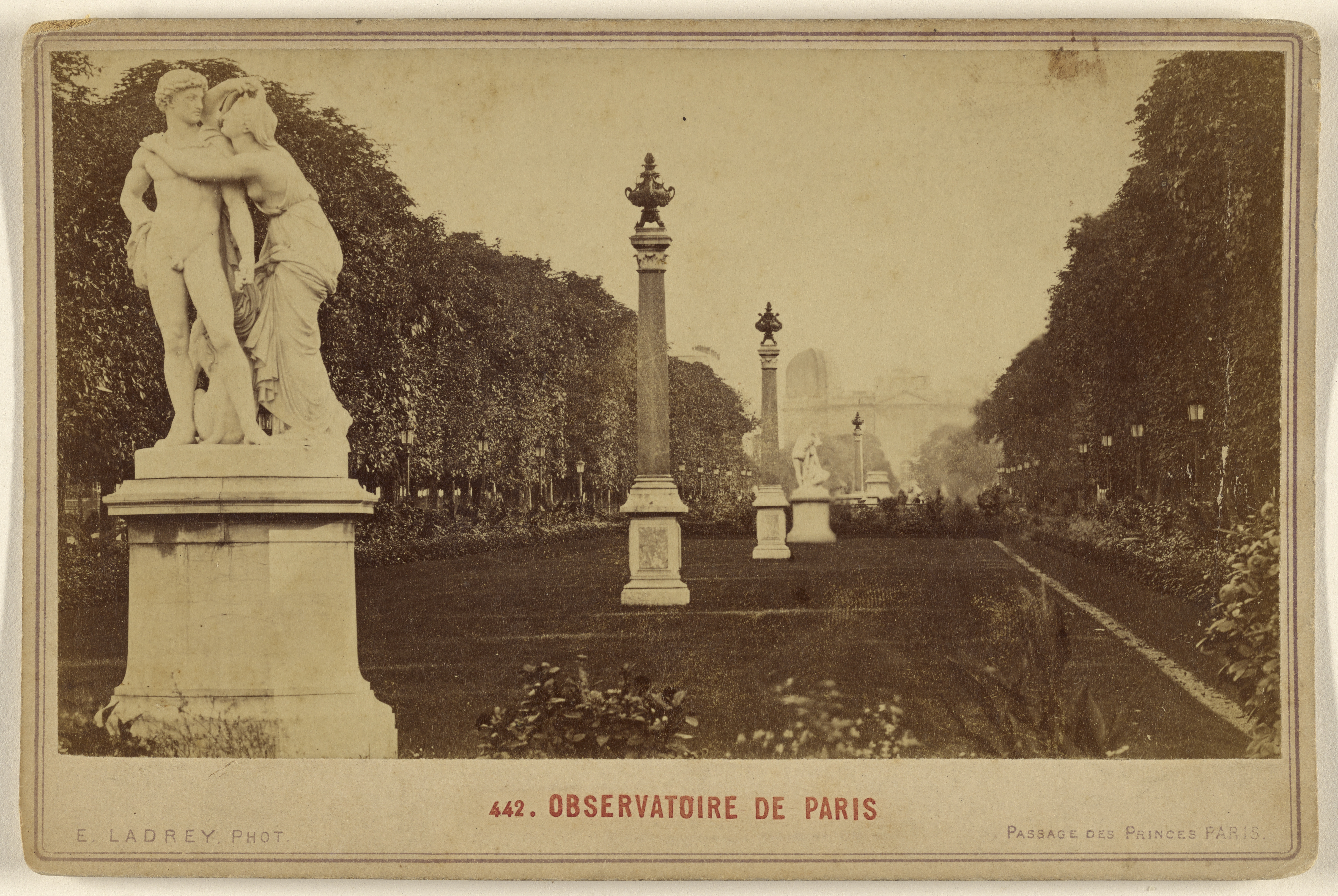
Le jardin en 1875.
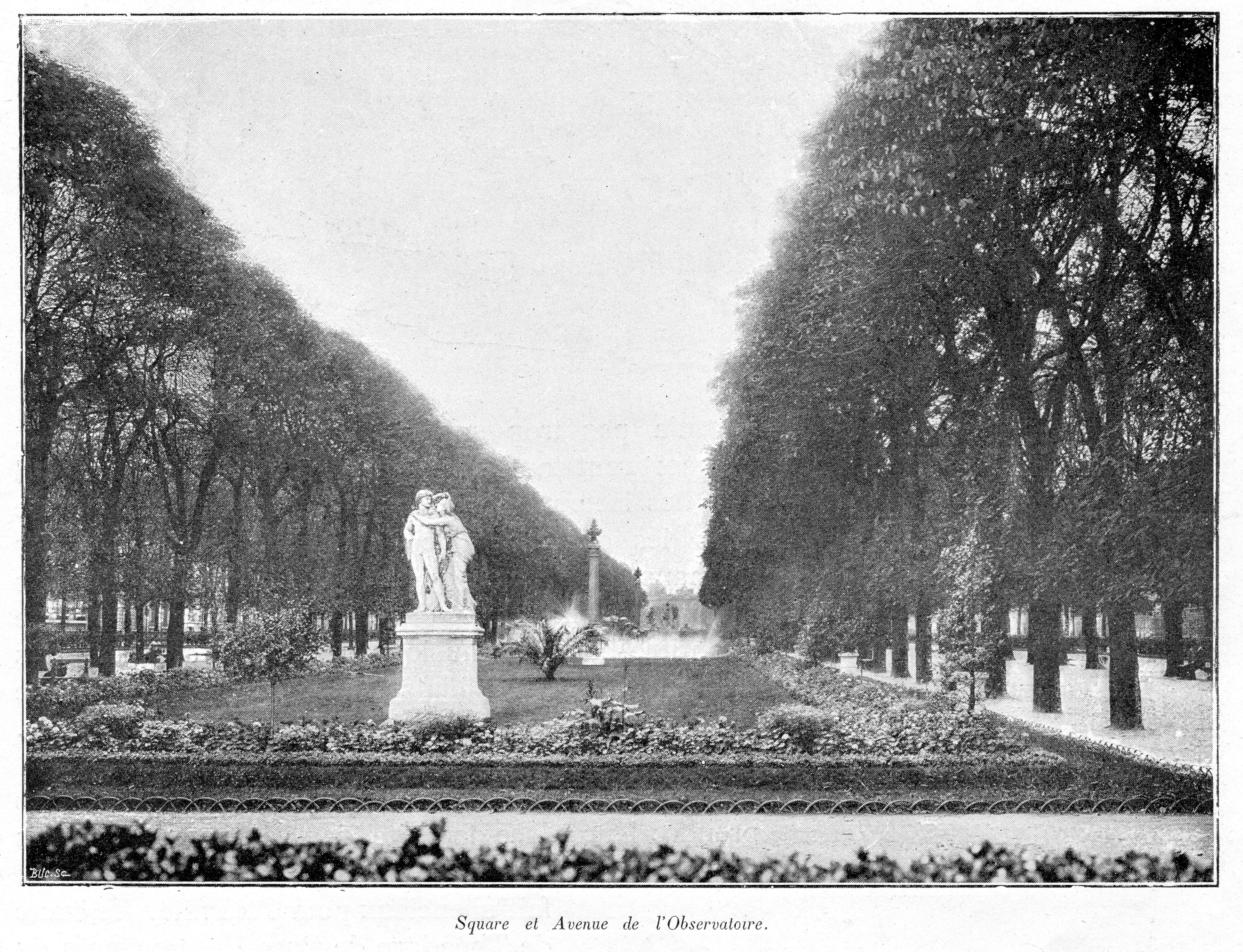
Le jardin en 1897.
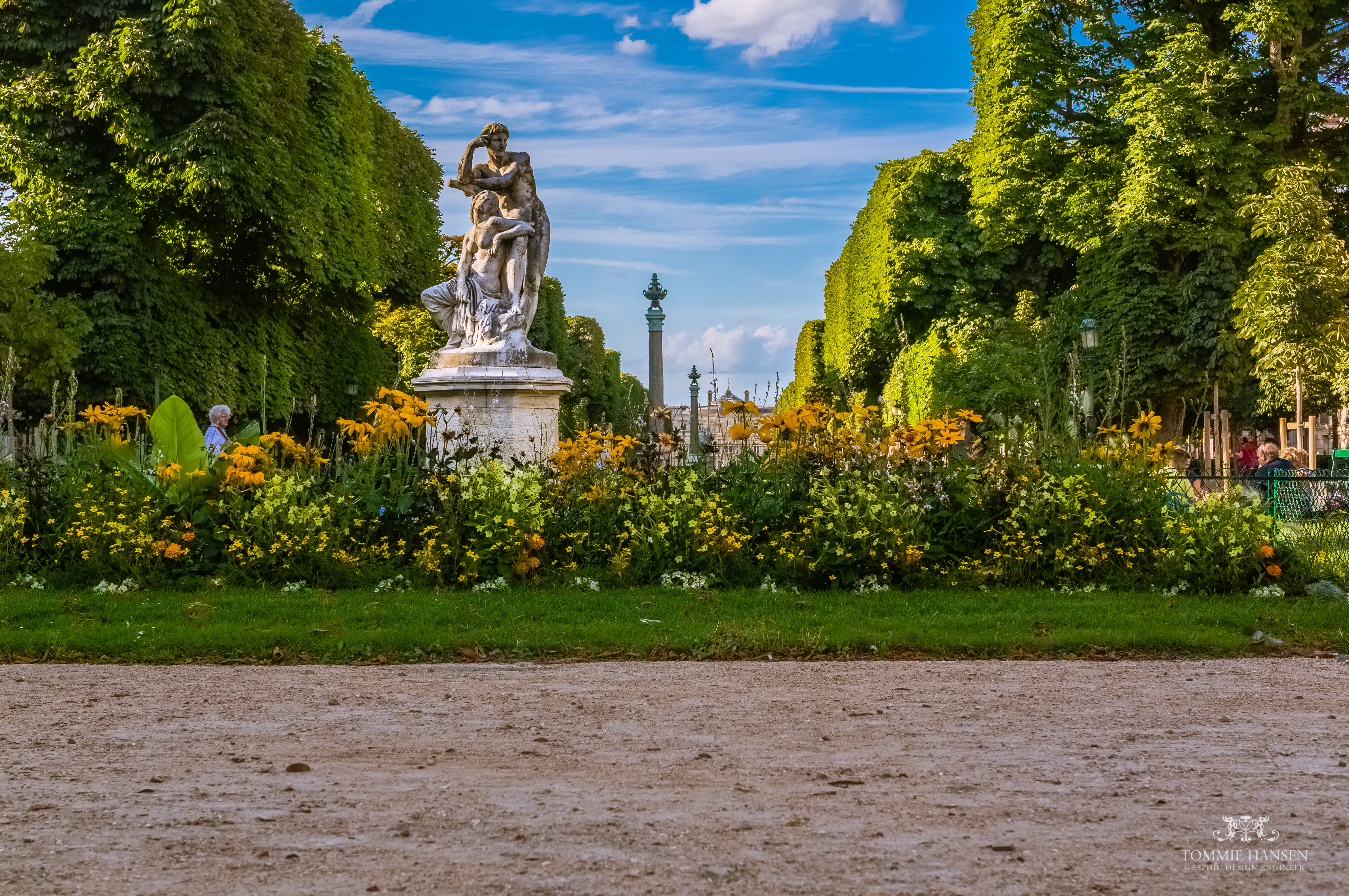
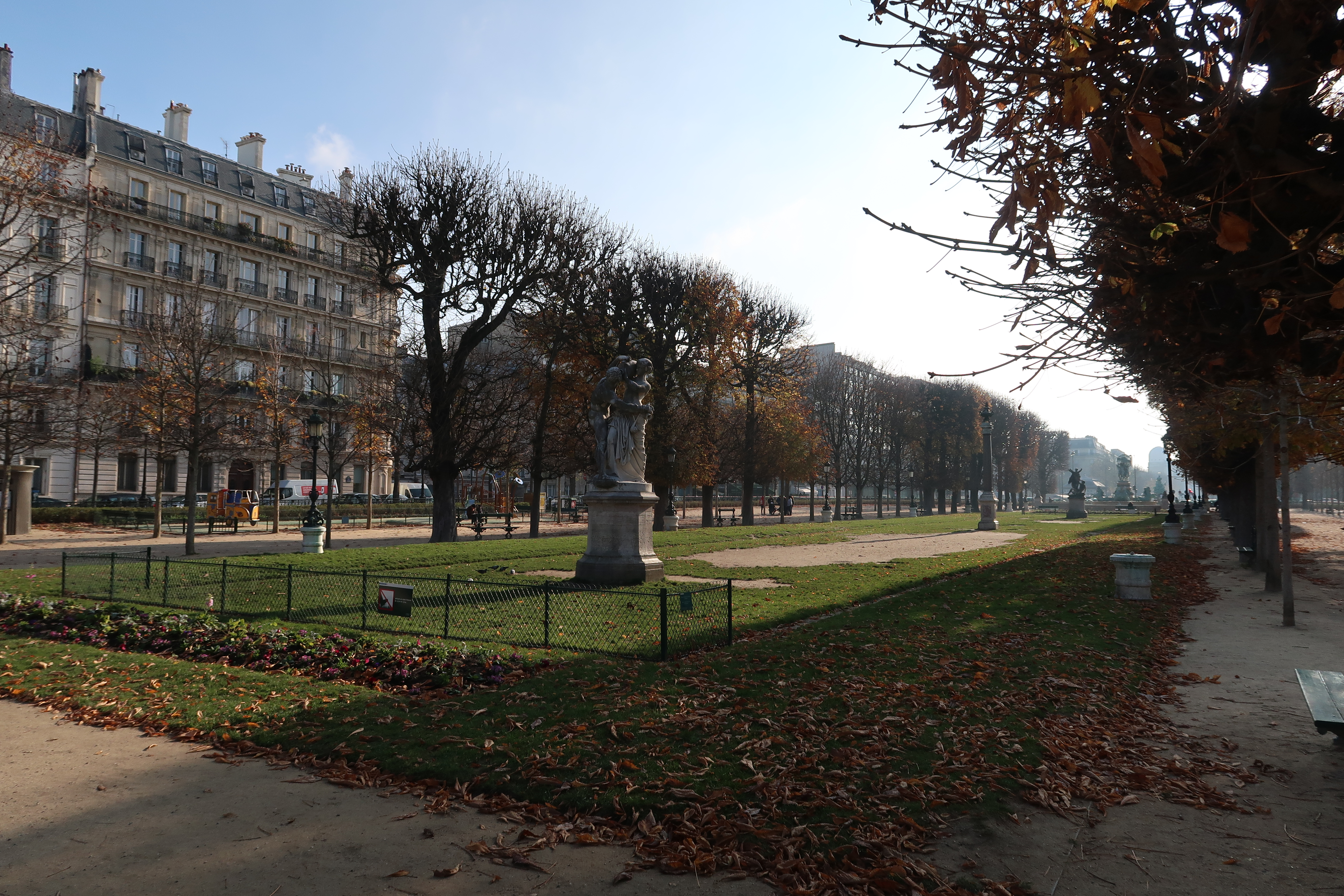

## Statuaire

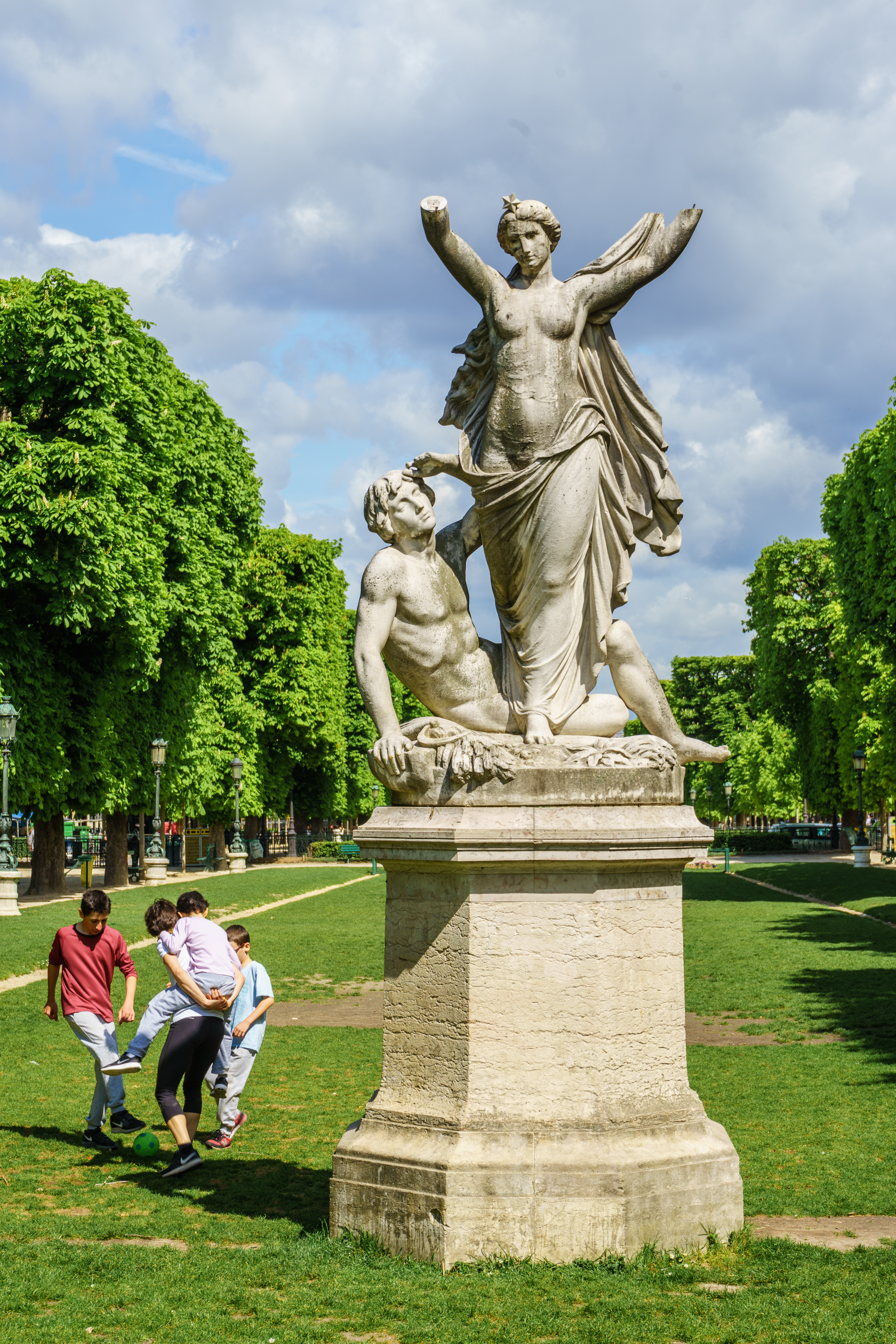
L'Aurore de François Jouffroy.
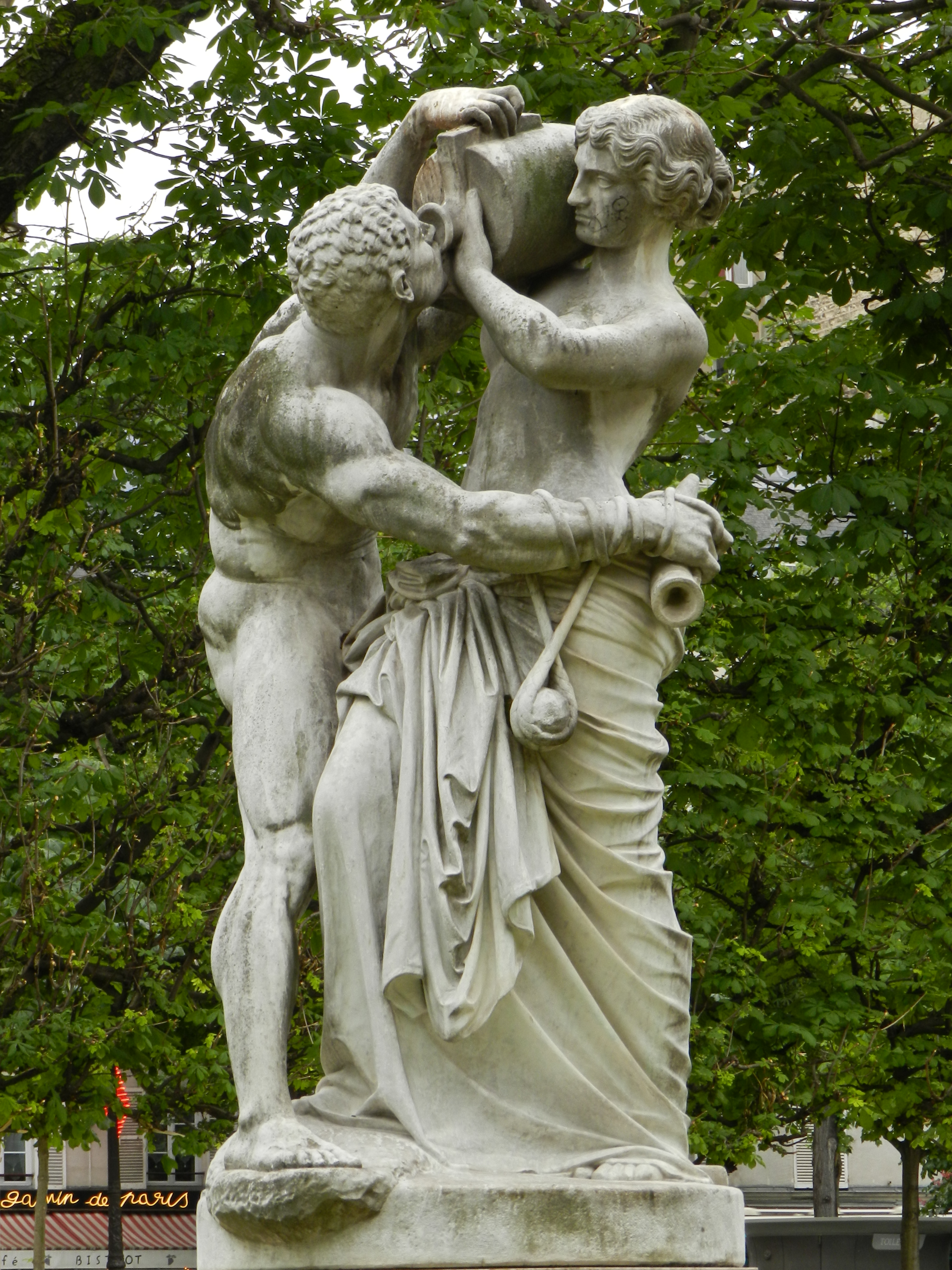
Le Jour de Jean-Joseph Perraud.
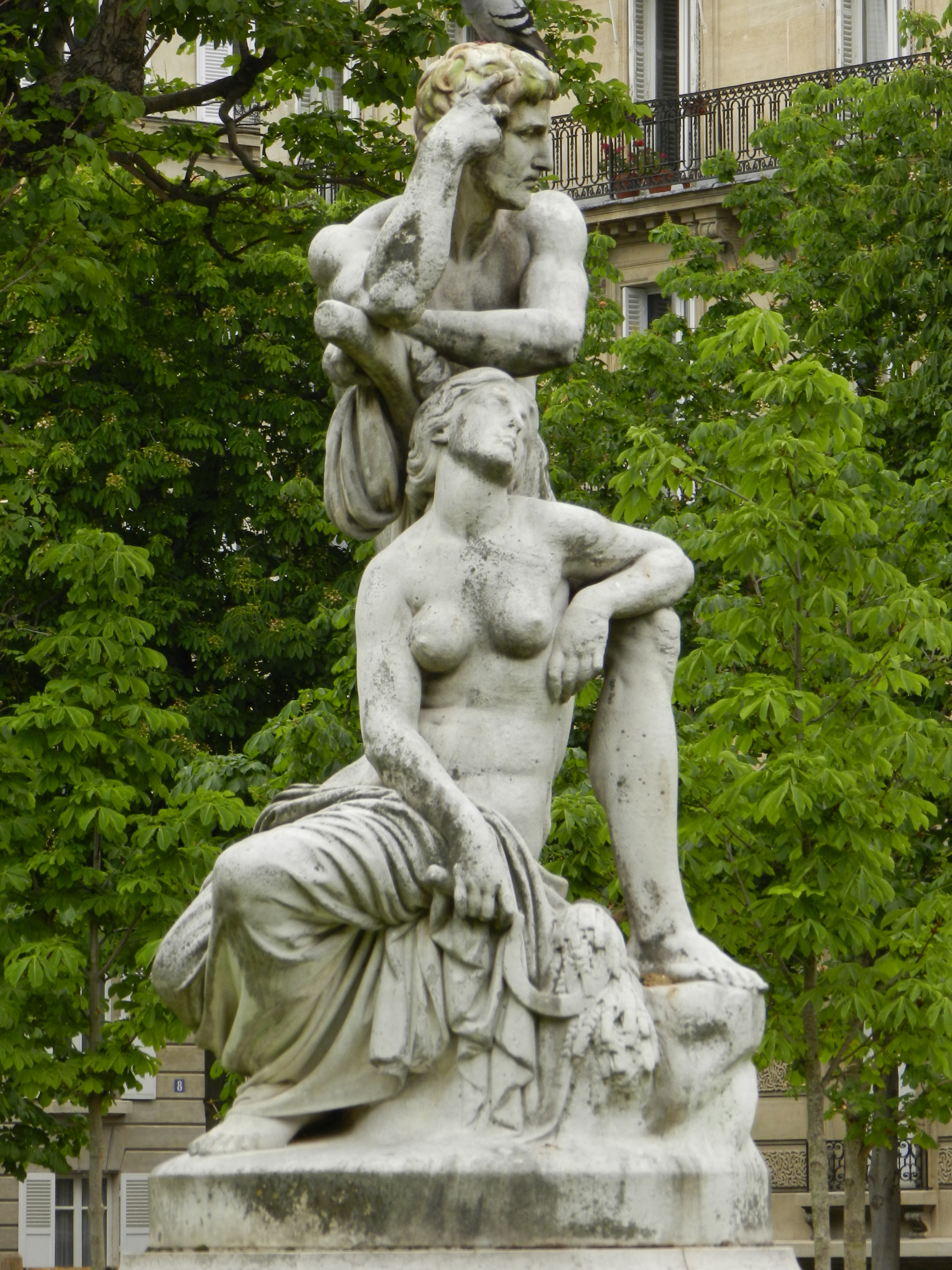
Le Crépuscule de Gustave Crauk.
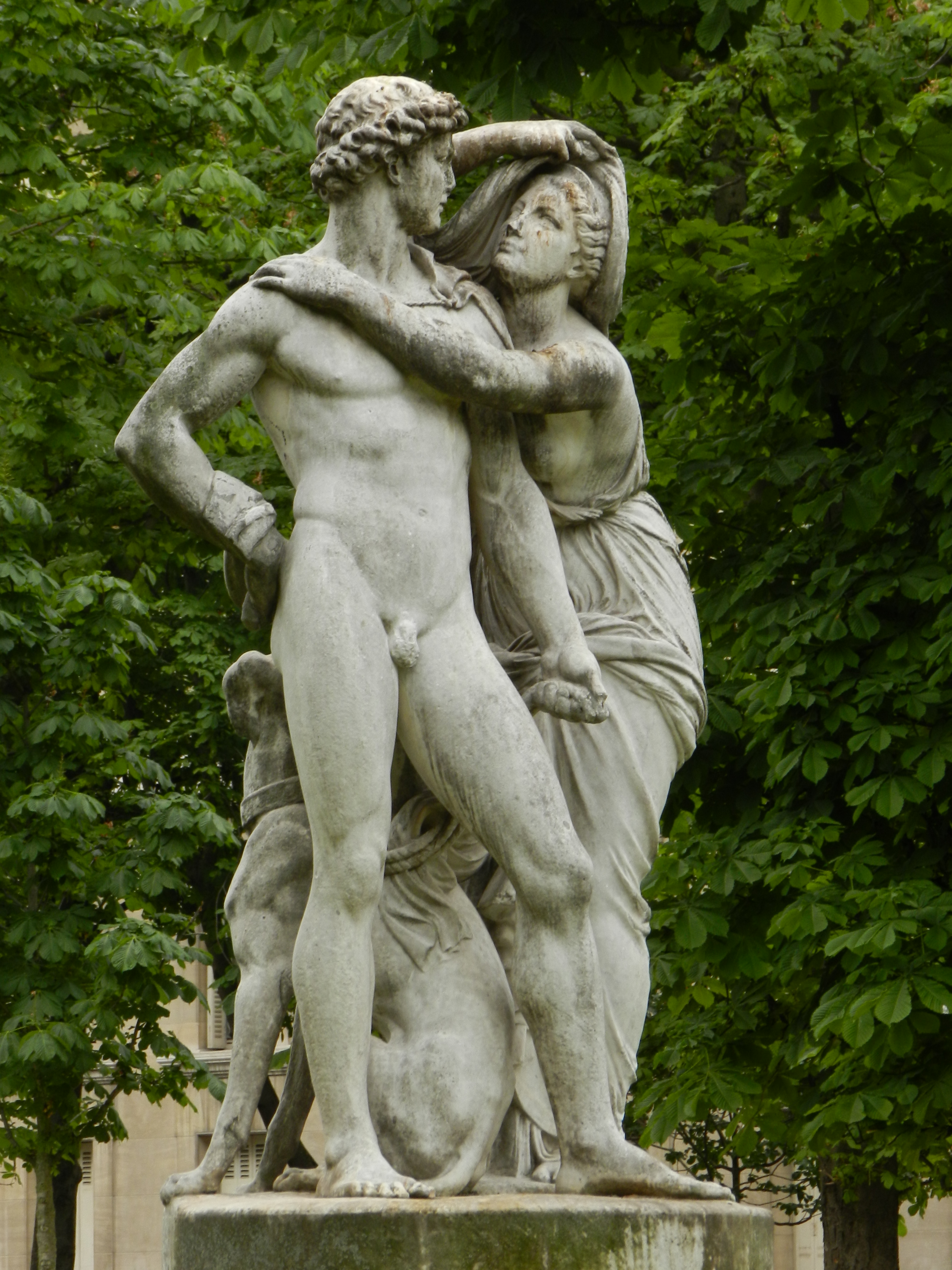
La Nuit de Charles Gumery.
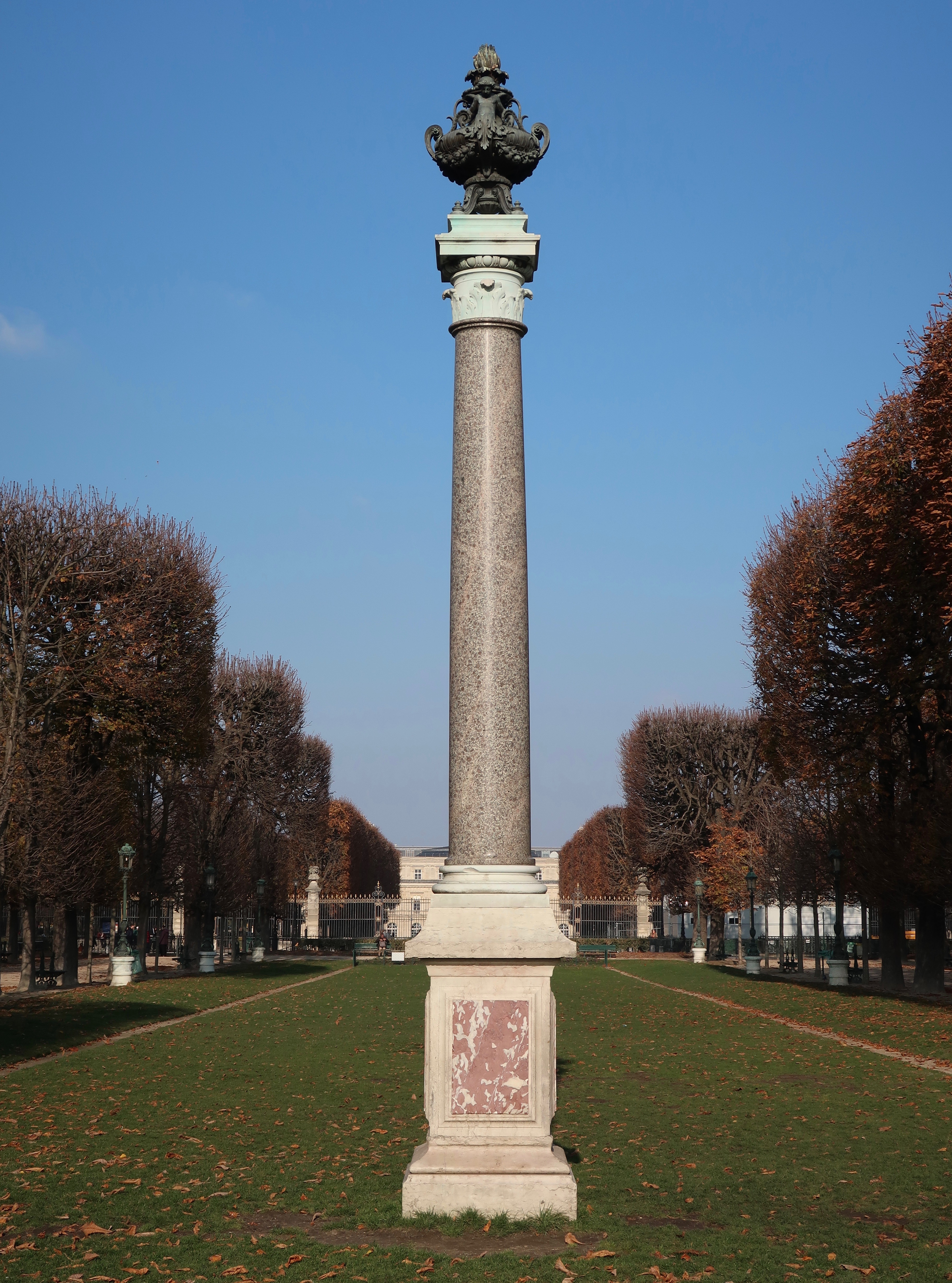
Colonne.